# تاتسوهيكو كوبو
تاتسوهيكو كوبو (باليابانية: 久保竜彦) (مواليد 18 يونيو 1976 في فوكوكا) لاعب كرة قدم ياباني دولي يجيد اللعب في مركز الهجوم . يلعب حاليا لصالح نادي زويغين كانازاوا الياباني منذ سنة 2010 .

## روابط خارجية
- تاتسوهيكو كوبو على موقع الاتحاد الدولي (مؤرشف)  (الإنجليزية)
- تاتسوهيكو كوبو على موقع رابطة كرة القدم اليابانية للمحترفين (اليابانية)
- تاتسوهيكو كوبو على موقع قاعدة بيانات كرة القدم.إي يو (الإنجليزية)
- تاتسوهيكو كوبو على موقع ناشيونال فوتبول تيمز (الإنجليزية)
- تاتسوهيكو كوبو على موقع Soccerway.com (الإنجليزية)
- تاتسوهيكو كوبو على موقع عالم كرة القدم.نت (الإنجليزية)